# H.G. Wessberg
Hans Gustaf Allan Wessberg, känd som H.G. Wessberg, född 26 april 1952 i Johannebergs församling i Göteborg, död 29 mars 2018 i Stockholm, var en svensk politiker (moderat) och ämbetsman. Han var från juni 2011 fram till sin död ledamot i Europeiska revisionsrätten. Wessberg var statssekreterare i regeringen Reinfeldt 2006–2010, och var från 8 november 2007 till 21 oktober 2010 statssekreterare i Statsrådsberedningen såsom statsministerns statssekreterare med bland annat samordnings- och krisledningsansvar inom regeringskansliet. Han var en av två förhandlare i Sverigeförhandlingen.

## Biografi
Wessberg var son till Ernst Carl Gustaf Wessberg och Edit, född Johansson. Han studerade vid Göteborgs universitet och tog 1977 filosofie kandidatexamen med statskunskap, historia och kommunikationskunskap som ämnen. 1977 var Wessberg även med och grundade spelkonventet Gothcon.

## Karriär
Åren 1979–1980 var Wessberg vice ordförande i Fria Moderata Studentförbundet. Under samma tid var han ordförande för Göteborgs Universitets Studentkår. 1980–1982 var han ordförande för Sveriges Förenade Studentkårer. Wessberg gjorde därefter karriär i försvarsstabens informationsavdelning och på Sveriges industriförbund. Under perioden 1990–1991 var Wessberg även informationsdirektör för bygg- och fastighetsbolaget SIAB.
Han var verkställande direktör för Sveriges industriförbund 2001, och efter sammanslagningen med SAF var han 2001–2004 vice verkställande direktör i Svenskt Näringsliv. Han var generaldirektör för Bolagsverket 2004–2006. Han har också varit förbundsordförande för Moderata samlingspartiet i Stockholms kommun.
Efter valet 2006 var Wessberg först statssekreterare i Försvarsdepartementet under försvarsminister Mikael Odenberg, men lämnade sin post 2007 samtidigt som Mikael Odenberg lämnade regeringen på grund av oenighet kring försvarsbudgeten och regeringens beslutsfattande i dessa frågor. Efter ett uppehåll på några veckor återkom han som statssekreterare i Utrikesdepartementet hos den nytillträdda handelsministern Ewa Björling.
När statsministerns tidigare statssekreterare Ulrica Schenström avgick 1 november 2007 på grund av en affär utsåg regeringen den 8 november 2007 Wessberg till statssekreterare i Statsrådsberedningen hos statsminister Fredrik Reinfeldt. Då frågor hade rests kring Schenströms hantering av krisledningen och flera statssekreterares korta erfarenhet från politik och förvaltning hade påpekats i medierna, poängterades vid tillsättningen Wessbergs långa erfarenhet från politik, förvaltning, försvar och näringsliv, samt att han arbetat både med informationsfrågor och på höga chefsposter.
HG Wessberg förlänades i januari 2010 kommendörstecknet av Finlands Vita Ros' orden.

## Död
H.G. Wessberg avled den 29 mars 2018 efter en tids sjukdom. Han blev 65 år gammal. 